# 未来乡愁
《未来乡愁》（未来ノスタルジア）是由Purple software于2011年9月2日发售的成人恋爱冒险游戏。
最开始决定在2011年7月29日发行，之后延期到当年的8月26日。
在那之后又第二次延期到同年的9月2日后发行。宣传语：“来吧，我正在未来等着思念中的你！”日语：。
2013年5月31日發售《未来乡愁 新裝版》。

## 故事概要
故事的主人公工藤阳一，隐藏了自己身为超能力者的事实，过着极其平静自如的生活。却被“眼前突然出现一个少女”这种事情惊呆了。在与季节不相称的飘舞樱花之中，那个少女，杏奈，告诉阳一“我在未来被你甩了”。从那天开始，阳一的周围开始变得不平静了。
与声称正在等着和主角邂逅，同样为超能力者的巫女伊织相遇；与小时开始就分别的双胞胎姐妹重逢。暗恋着阳一的发小羽鸟诗，还有谜之少女杏奈。那么杏奈到底是何方神圣，她的真正目的又是什么？
从这一个瞬间开始，他们将走向全新的未来——

## 登场人物

### 主要角色
工藤阳一
本作的主人公。是出生于只有每一代的男性才能继承超能力的家族的超能力者。但他所能支配的力量很微弱，只能通过可唯一掌握的念力来控制手机之类的物体进行飘浮移动。
杏奈（声：風音）
自称“被阳一在未来甩了”的超能力少女。超能力方面擅长瞬间移动，拥有极高的水准。性格特别活泼。经常利用假装开玩笑的言行来神神秘秘地说出一些意义深刻谜题一般的话。好像在未来和阳一特别熟悉……
春日伊织（声：井村屋穗乃香）
在郊外的铃宫神社工作的傲娇属性巫女。拥有几乎与杏奈持平的超能力。对阳一特别敌视，经常要挟他的性命。她好像也特别了解阳一这个人……
羽鸟诗（声：桃井莓）
阳一的青梅竹馬。世界少数的巨大电器财团“HATORI”的独生女。与主人公交往的时间最长。因为到哪里都性格任性，因此除了阳一以外的人都称她为“公主”。暗恋着阳一，却因为重视和其他髮小们之间的关系，所以一直都没有传达自己的心意。
工藤野乃
阳一的双胞胎姐妹里的姐姐，是学校里陸上部的部员，性格很开朗，有着不会消失的笑容。
工藤日奈乃
阳一的双胞胎姐妹里的妹妹。因为有着沉着稳重的性格，而经常被误认为是姐姐。在工藤家揽掉了一切家务活，禁止自己以外的任何人接触操作台。

### 其他角色
真田彼方
阳一他们的青梅竹馬。是街里咖啡厅的看板娘。在学生会担任副会长一职。从小开始就被主人公各种开玩笑，但她本人并没有反感。
星河雫（声：櫻川未央）
阳一的表姐。拥有能够看到所有地点的能力“千里眼”。担任学生会会长一职。她被周围的人称赞为优等生，但也有“把一切工作都扔给副会长彼方”这样懒惰的一面。
加势冬弥
與阳一他们從小一起長大的朋友。和彼方一样也是被开玩笑的角色。总是去街上猎艳，可惜他的标准太高了，每次行动都以失败告终。
羽鸟映
诗的哥哥。经常待在国外，偶尔不定期地回国，靠写游记为生。
春日春
伊织的母亲。为了维持单亲家庭的經濟，从事夜班护士。性格温文尔雅。在文静的表达下说出的奇怪的话总会给伊织带来困扰。
老黑（声：水上司郎）
为工藤家代代服务的拥有超能力又喜爱时髦的怪猫，與主角和一些超能力者能以心電感應溝通。是教授阳一能力使用方法的师父。不喜欢洗澡，一直避开总想把它扔进澡盆的野乃。双胞胎姐妹称呼它为。

## 工作人员
- 策划/原案：鏡遊
- 人设/原画：
- 脚本：

## 主题歌
- 开始曲
  - 作词：石川泰
  - 作曲/编曲：安瀬聖
  - 歌：橋本美雪
- 结束曲
  - 作词：石川泰
  - 作曲/编曲：斋藤悠弥
  - 歌：